# Río Elqui
Río Elqui är ett  vattendrag  i Chile.   Det ligger i regionen Región de Coquimbo, i den centrala delen av landet, 400 km norr om huvudstaden Santiago de Chile. 
Området kring  Río Elqui är det i huvudsak tätbebyggt och ganska tätbefolkat, med 83 invånare per kvadratkilometer.